# Серпантин (дорога)

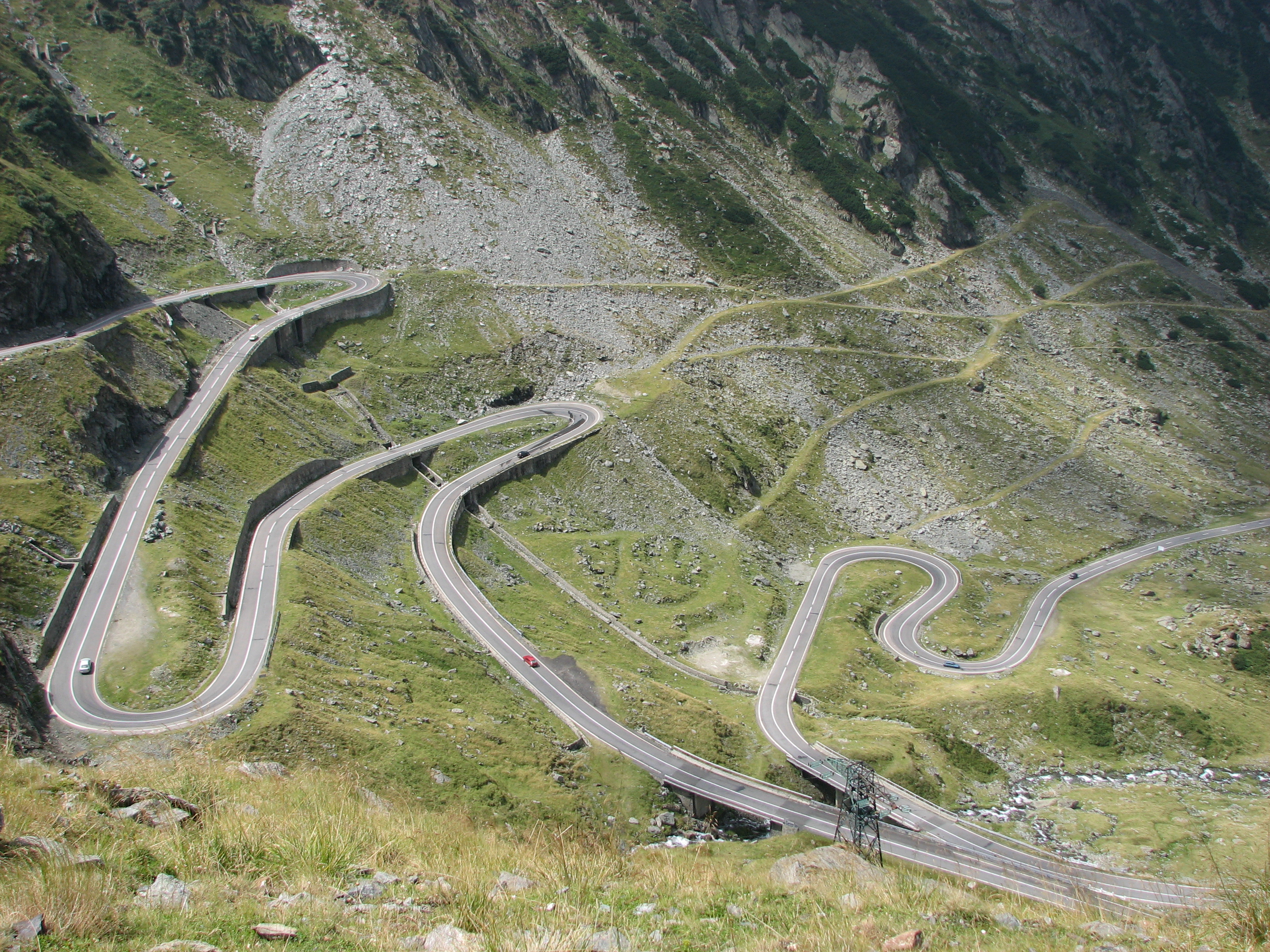
Серпантин на участке Трансфэгэрашского шоссе

Серпанти́н (фр. serpentin от лат. serpens, serpentis — «змея») — извилистая дорога (или её участки с крутыми витками и петлями), как лента серпантин.
При прокладке автомобильных дорог в горной местности, имеющей очень сложный рельеф, для получения заданных уклонов дороги устраивают особого вида кривые — симметричные серпантины с большими углами поворотов, переходными кривыми, что позволяет осуществить развитие линии с целью преодоления крутых подъёмов и спусков на большом протяжении. Такие закругления называют серпантинами. Ввиду того, что угол поворота у серпантина очень большой, кривую располагают не внутри угла, а снаружи него.

## Виды серпантинов
Серпантины бывают двух основных видов:
- I рода, у которых вспомогательные кривые расположены выпуклостями в разные стороны; они могут быть симметричными и несимметричными;
- II рода, у которых вспомогательные кривые расположены в одну сторону; они могут быть полными — центр основной кривой смещён относительно вершины угла поворота, и полусерпантинами — центр основной кривой расположен на линии, перпендикулярной к одной из сторон угла поворота.

## Основные элементы серпантина
Полная серпантина состоит из следующих основных элементов: основной кривой, её радиуса, центрального угла, угла серпантины, вспомогательных (обратных) кривых радиусом. Прямых вставок между кривыми (основной и сопрягающих) тангенсов, угла (вспомогательной кривой, горловины (расстояние между осями серпантины в самом узком месте петли).
Размеры радиусов основной кривой и вспомогательных кривых, длины прямых вставок и горловины серпантины подбирают в зависимости от нормативных, топографических, геологических и гидрологических условий местности.
Проектирование серпантины заключается в расчёте его элементов и в проверке возможности размещения земляного полотна на местности. При проектировании земляного полотна основное внимание уделяют обеспечению его устойчивости и созданию нормальных условий для движения транспортных средств.
СНиП II-Д.5-72 предусмотрены нормы проектирования элементов серпантин. Для расчёта и разбивки серпантины разработаны специальные таблицы, облегчающие труд проектировщиков и строителей дорог.

## Галерея

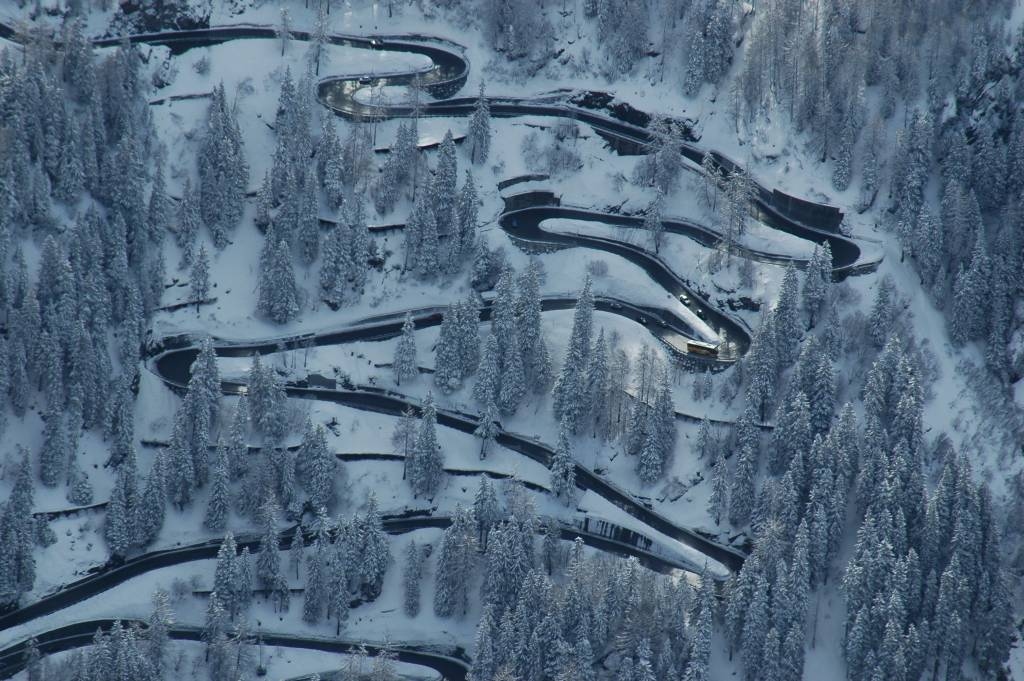
Серпантин на перевале Малоя в Альпах, кантон Граубюнден, Швейцария
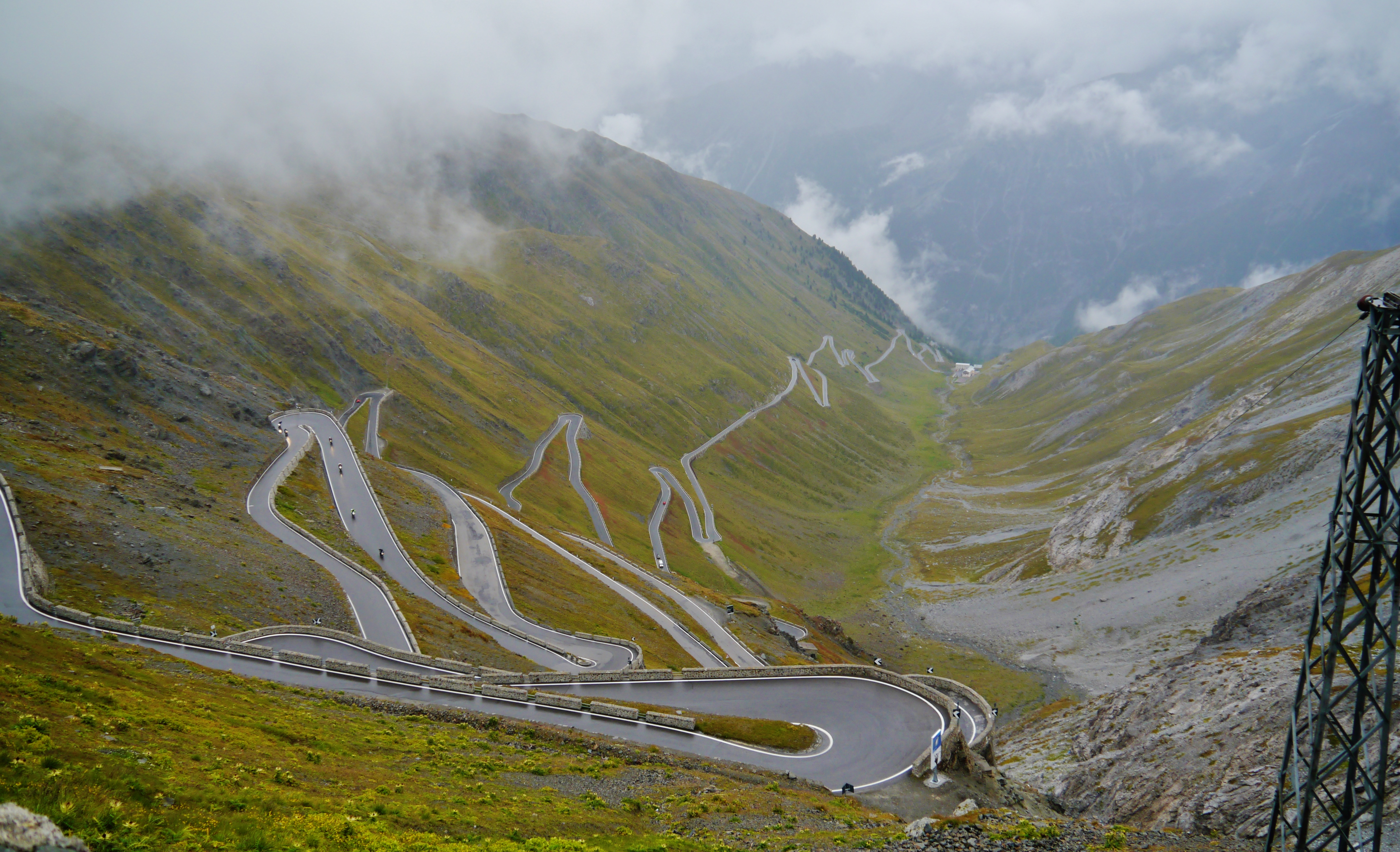
Серпантин на перевале Стельвио в Восточных Альпах, провинция Больцано, Италия
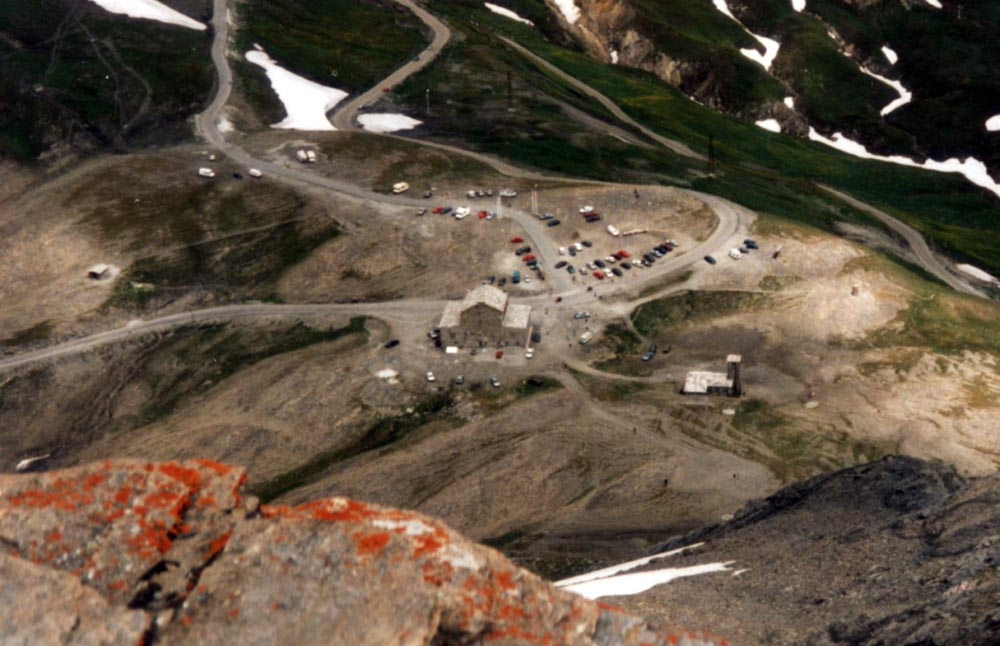
Серпантин на перевале Коль де л’Изеран в Грайских Альпах, департамент Савойя, Франция
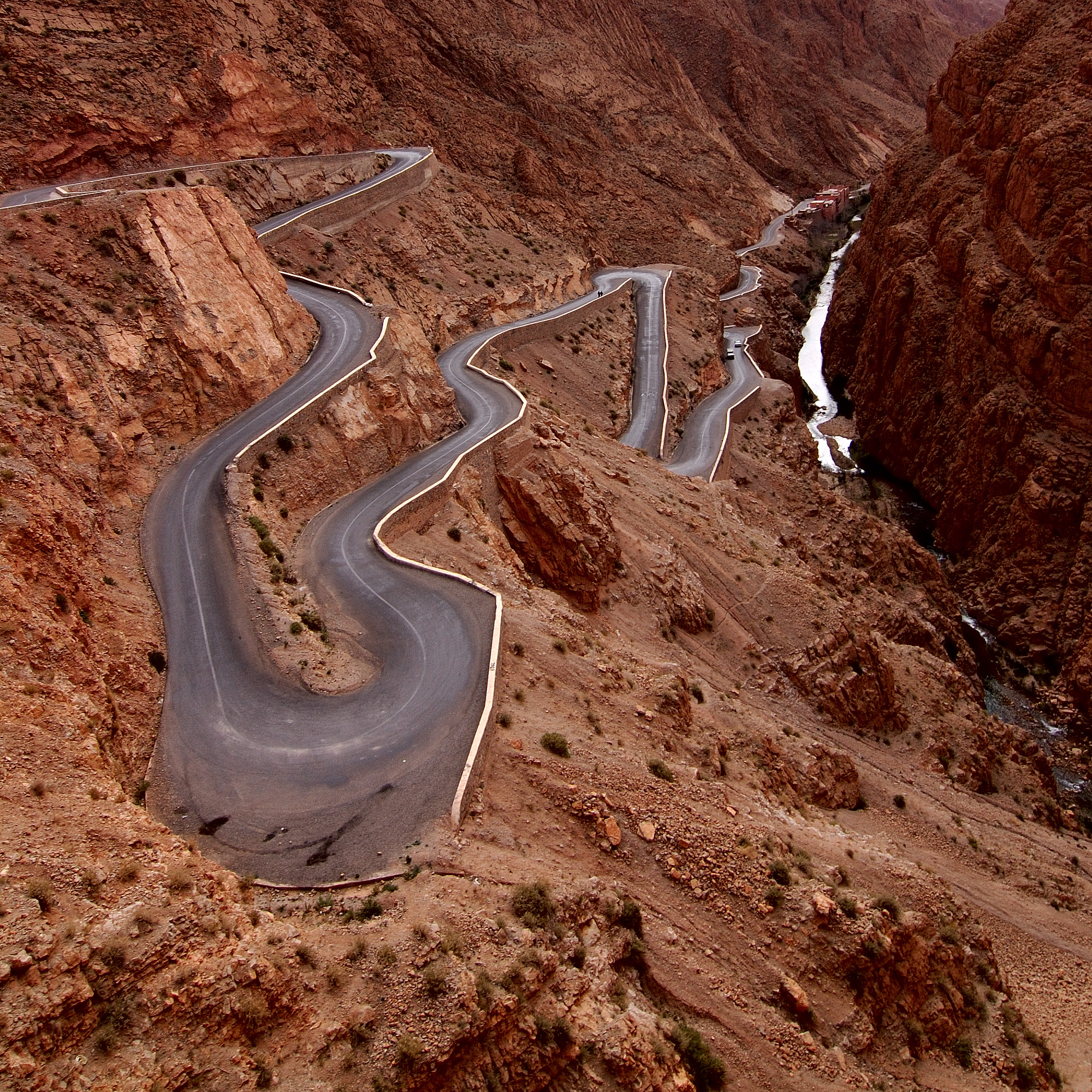
Серпантин на перевале Dadès Gorges на хребте Высокий Атлас, Марокко
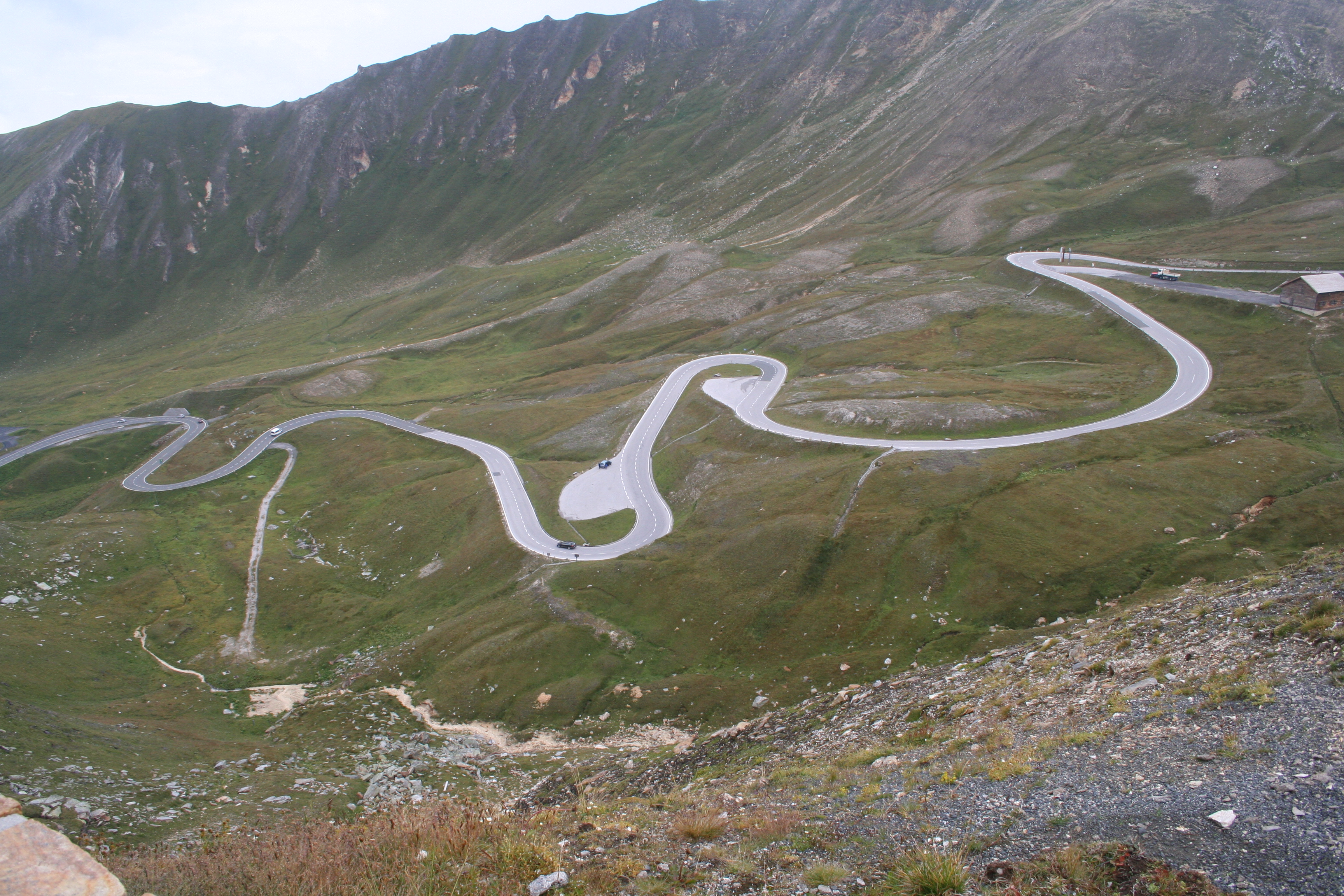
Серпантин на участке высокогорной дороги «Гросглокнер», федеральная земля Зальцбург Австрия
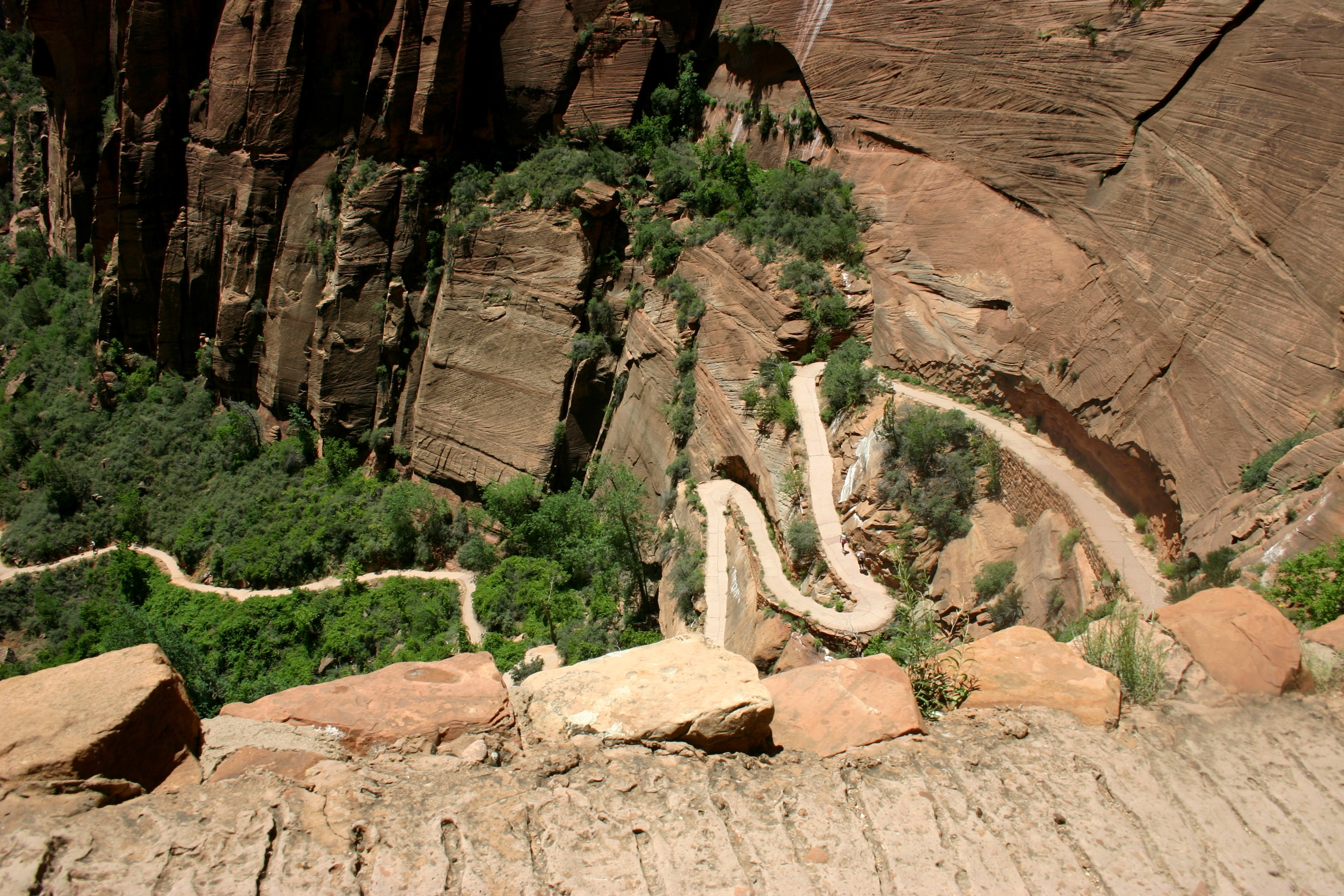
Серпантин в каньоне Зайон, штат Юта, США
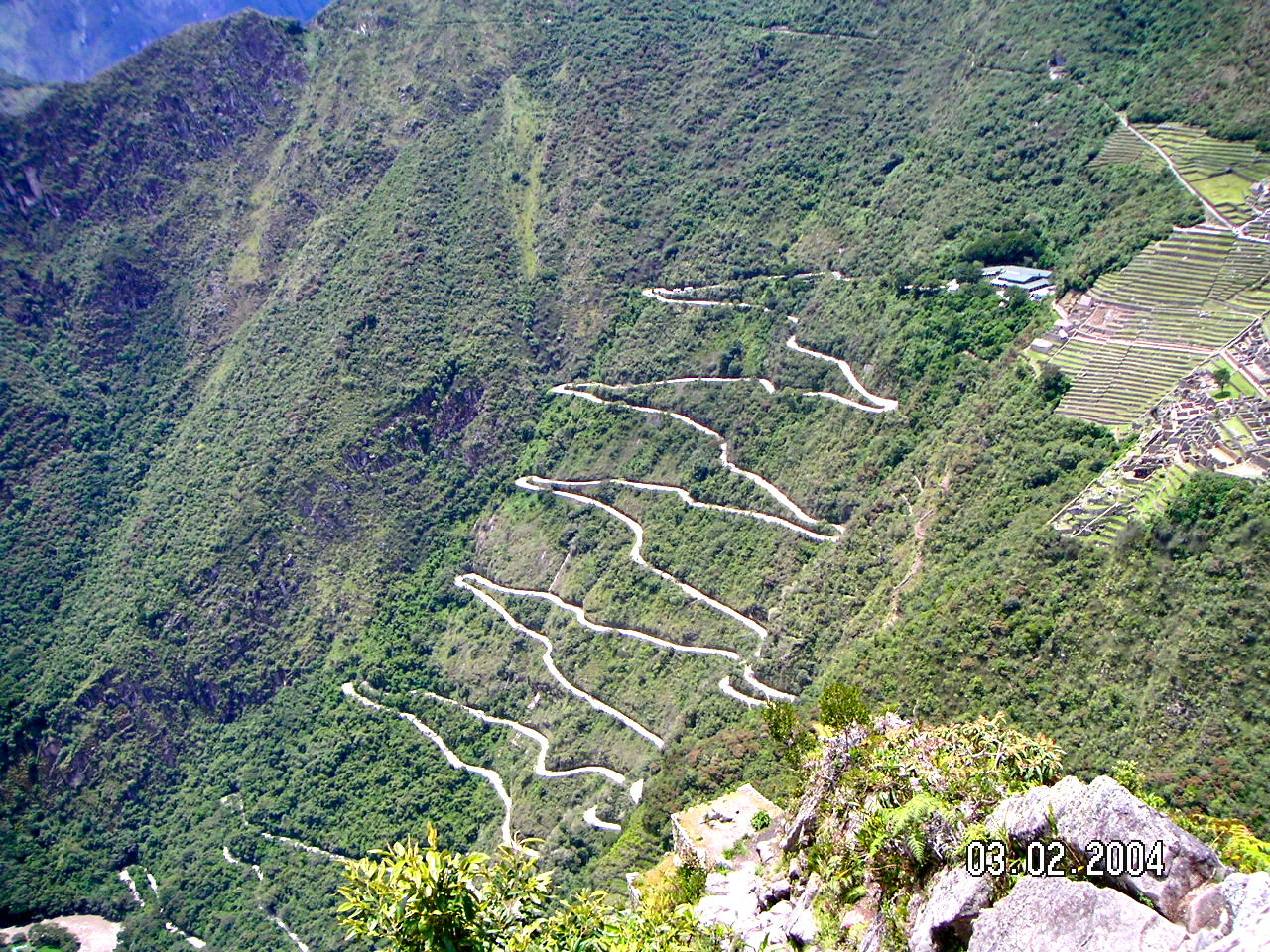
Серпантин к древнему городищу Мачу-Пикчу, провинция Урубамба, Перу
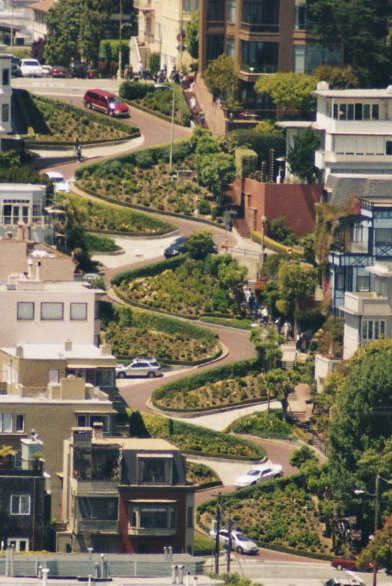
Серпантин на улице Ломбард-стрит в Сан-Франциско, штат Калифорния, США
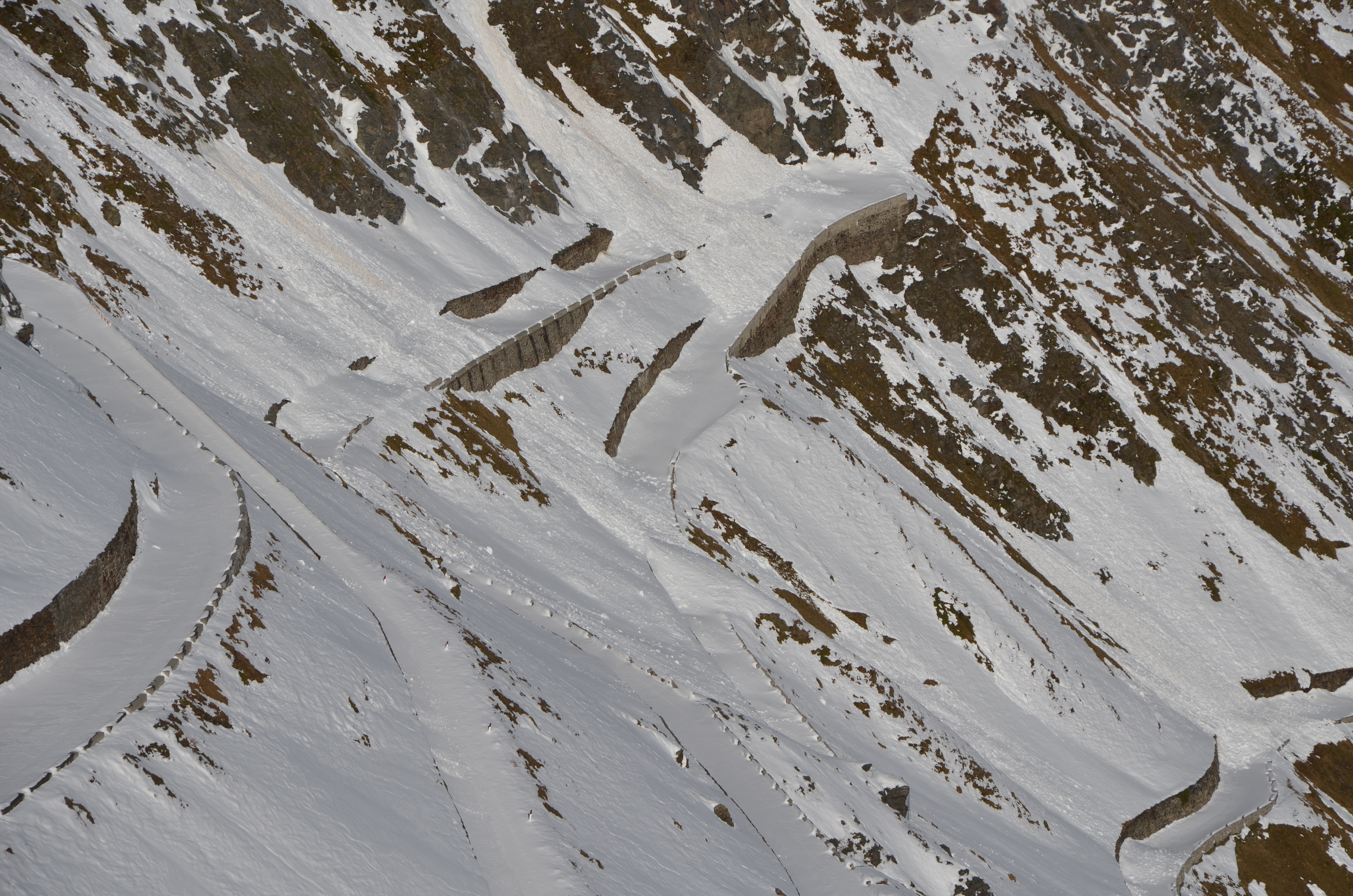
Серпантин на перевале Стельвио засыпанный снегом и лавинами
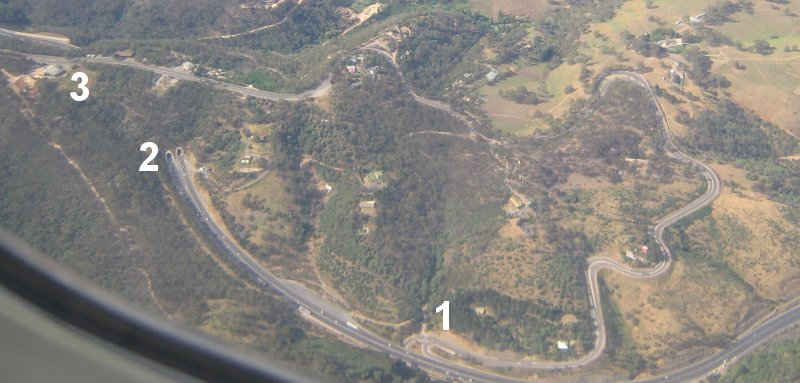
Серпантин (3) на автомагистрали в штате Южная Австралия, Австралия. Порталы тоннели «Heysen» (1, 2) позволяющего преодолеть горный хребет минуя серпантин
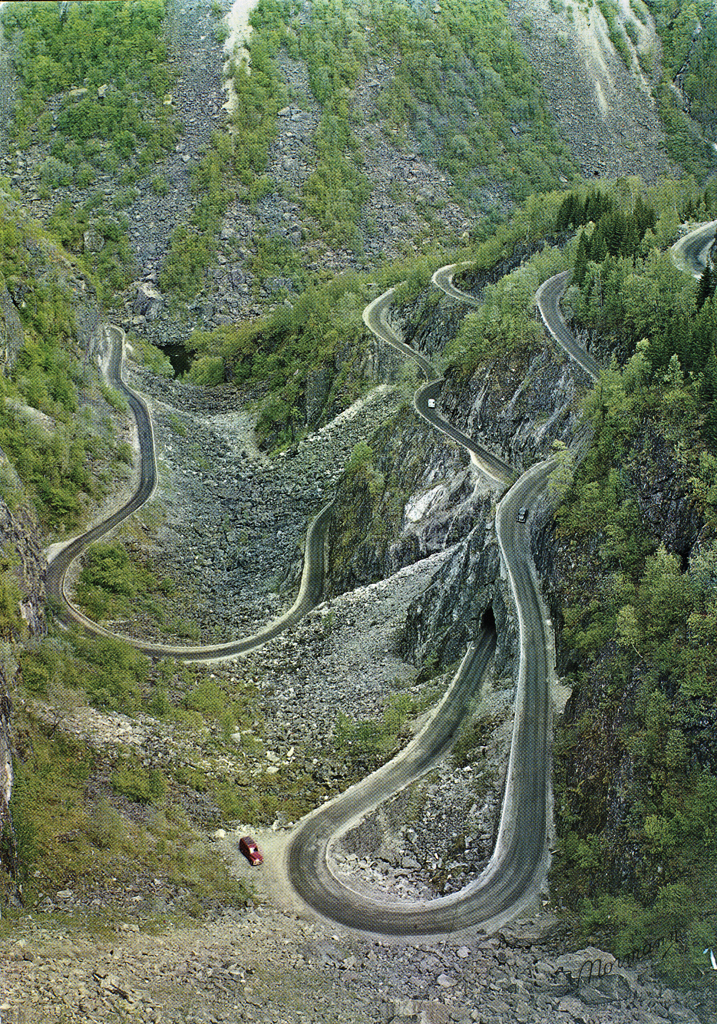
Серпантин в долине Måbødalen, коммуна Эйдфьорд, фюльке Хордаланн, Норвегия
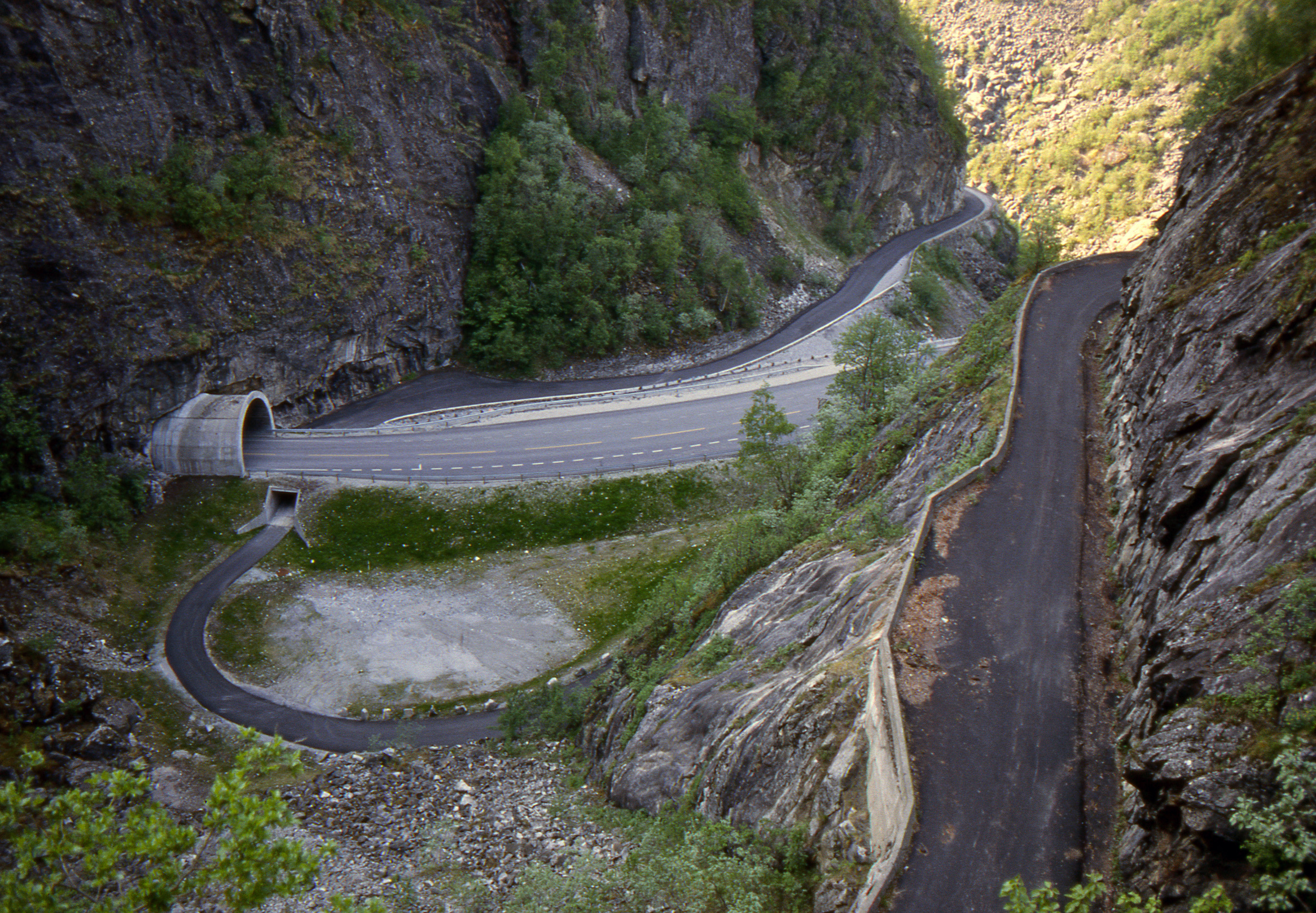
Серпантин старой дороги Эйдфьорд-Гейло в долине Måbødalen (1916 г., после открытия тоннеля охраняется как национальное достояние, открыта для пеших и велотуров) и портал тоннеля шоссе № 7 (тоннель открыт в 1984 г.)
Серпантин «24 Turns», провинция Гуйчжоу, Китайская народная республика